# Jack Wona
Jack Wona, né le 16 août 1965, est un homme politique vanuatais.

## Biographie
Quittant l'école dès la fin de sa scolarité obligatoire à l'âge de 15 ans, il entre par la suite en politique en étant élu au conseil de gouvernement de la province de Torba.
Il est élu au Parlement de Vanuatu comme député des îles Banks et Torrès (les îles « Torba ») lors des élections législatives de 2016, comme membre du Parti du développement national. Cette circonscription est scindée en deux pour les élections législatives de 2020, et Jack Wona est battu dans sa circonscription des îles Banks par Danny Silas, le candidat du parti Terre et Justice. Se présentant cette fois avec l'étiquette du Parti du développement national, il retrouve son siège de député aux élections législatives anticipées de 2022,.